# Anii 410 î.Hr.
Secole: Secolul al VI-lea î.Hr. - Secolul al V-lea î.Hr. - Secolul al IV-lea î.Hr.
Decenii: Anii 460 î.Hr. Anii 450 î.Hr. Anii 440 î.Hr. Anii 430 î.Hr. Anii 420 î.Hr. - Anii 410 î.Hr. - Anii 400 î.Hr. Anii 390 î.Hr. Anii 380 î.Hr. Anii 370 î.Hr. Anii 360 î.Hr.
Anii: 419 î.Hr. | 418 î.Hr. | 417 î.Hr. | 416 î.Hr. | 415 î.Hr. | 414 î.Hr. | 413 î.Hr. | 412 î.Hr. | 411 î.Hr. | 410 î.Hr.
Evenimente